# Ranérou
Ranérou (ou Ranerou) est une localité du nord-est du Sénégal, située au cœur du Ferlo.

## Administration
La localité a été érigée en commune en 2002. Elle est le chef-lieu du département de Ranérou-Ferlo dans la région de Matam.

## Géographie
La localité se trouve dans le Ferlo, une zone assez isolée, à la jonction entre la Réserve de faune du Ferlo Nord et la Réserve de faune du Ferlo Sud, au bord de la route nationale N3 – une piste – qui relie Linguère à Matam.
Les villages les plus proches sont Gassel, Koundi Boki, Gourel Badi, Modikelol, loumboul samba abdoul et Nelbi

### Physique géologique
La localité est située dans une zone sylvo-pastorale dont la végétation est principalement constituée de steppes aux formations herbacées denses.

### Population
Lors du recensement de 2002, Ranérou comptait 1 262 personnes, 113 concessions et 164 ménages.
En 2007, selon les estimations officielles, la population s'élèverait à 1 605 personnes.

### Économie
Les habitants vivent principalement de l'élevage, de la production de gomme arabique et des plantations de jujubiers, mais grâce à sa position Ranérou espère devenir un lieu d'échanges et d'éducation, tant pour les populations nomades que pour les sédentaires de cette région du Sénégal, ainsi qu'un point de passage pour les touristes se rendant dans l'est du pays.

## Jumelages et partenariats
Le Centre de Formation Professionnelle de Ranérou a été ouvert en 2012 et rénové en 2016 avec la coopération Sénégalo-Luxembourgeoise.